# Club Santa Marina Norte
Santa Marina Norte es un club de fútbol peruano del distrito del Callao, en la Provincia Constitucional del Callao. Fue fundado en 1958 y participa en la Copa Perú. Jugó en la Segunda División del Perú en la temporada 1996.

## Historia
El Santa Marina Norte fue fundado el 14 de septiembre de 1958 por un grupo de vecinos de la urbanización Santa Marina Norte en el Callao. Al año siguiente se afilió a la Liga del Callao donde participó hasta 1965.
En 1984 el club fue reorganizado y se afilió nuevamente siendo campeón de la Tercera División de la Liga Distrital del Callao y al año siguiente fue subcampeón de la Segunda División distrital. En 1986, con Augusto Palacios como entrenador, fue campeón de la Liga Distrital del Callao y clasificó a la etapa Departamental del Callao donde fue eliminado.
En 1995, bajo la presidencia de César Naranjo García, logró nuevamente el título de la Liga Distrital del Callao y accede a la etapa Departamental del Callao. Llega a la final frente a Francisco Pizarro de Bellavista donde pierde y logra el subcampeonato del torneo. Ambos equipos juegan en la Región Promocional de Fútbol de Lima y Callao, donde Santa Marina Norte elimina a Pizarro y logra el ascenso a la Segunda División Peruana 1996 junto a Virgen de Chapi.
Para 1996, el club luchó por la permanencia en la categoría, enfrentándose a otros clubes comprometidos con el descenso tales como: Defensor Lima, Sport Agustino, Meteor Sport Club y Virgen de Chapi. Al finalizar el campeonato, Santa Marina Norte pierde la categoría y debió retornar a su liga de origen pero no volvió a participar en los torneos siguientes.
Desde el año 2019 un grupo de vecinos con mucho esfuerzo y respaldados por más de 700 familias han formalizado la situación legal del Club con la finalidad de participar en la Copa Perú y en distintos eventos deportivos de carácter Oficial y de Confraternidad principalmente con los Vecinos del Callao. De igual manera continuar con su Escuela de Fútbol para menores y participar en torneos de equipos Máster. Para el año 2022, el club se afilió y estuvo en competencia en la Liga Distrital del Callao donde terminó en tercer lugar.
Actualmente acaba de terminar su participación en la Liga Distrital del Callao 2025, obteniendo el segundo puesto y con este merecido segundo lugar estaría sellando la clasificación a la etapa departamental próxima a diputarse en el mes de julio de 2025.

## Uniforme
- Uniforme titular: Camiseta con rayas verticales amarillas y negras, pantalón negro, medias amarillas.
- Uniforme alternativo: Camiseta gris oscura, pantalón gris oscuro, medias gris oscuras.

### Evolución del Uniforme
| 1985 | 1986 | 1996 | 2022 | 2023 | 2024 |  |

## Datos del club
- Temporadas en Segunda División (1): 1996.

## Organigrama deportivo
Dirigentes del club:
Layla Silva
Enrique Terry
Claudia Delgado
Eugenio Vargas
Javier Campos
Lista de jugadores “subcampeones de Liga Distrital del Callao 2025”:
1. Miguel Reyes.
2. Jhonny Quintana.
3. Marcos Carrasco.
4. Jimmy Baluarte.
5. Francesco López.
6. Francisco Vargas.
7. José Chirinos.
8. Cesar Rioja.
9. Anibal Santillán.
10. Daniel Rojas.
11. Fabiano Lembecke.
12. Bruno Wong.
13. Francisco Medina.
14. Rodrigo Salas.
15. Santiago Solar.
16. Paolo Ferretti.
17. Francisco Soto.
18. Jhon Boza.
19. Jose Abel Durand.
20. Julio Guerrero.
21. Patrick Vega.

## Entrenadores
- Augusto Palacios (1986)
- Guillermo Becerra (2024)
- Álvaro Solar Velezmoro (2025)

## Palmarés

### Torneos regionales
- Liga Distrital del Callao (2): 1986 y 1995.
- Subcampeón de la Liga Departamental del Callao (1): 1995.
- Subcampeón de la Liga Distrital del Callao (1): 2025.